# Goun (peuple)
Les Goun sont une population d'Afrique de l'Ouest vivant principalement dans le Sud du Bénin, dans la région de Porto-Novo, et accessoirement au Nigeria.

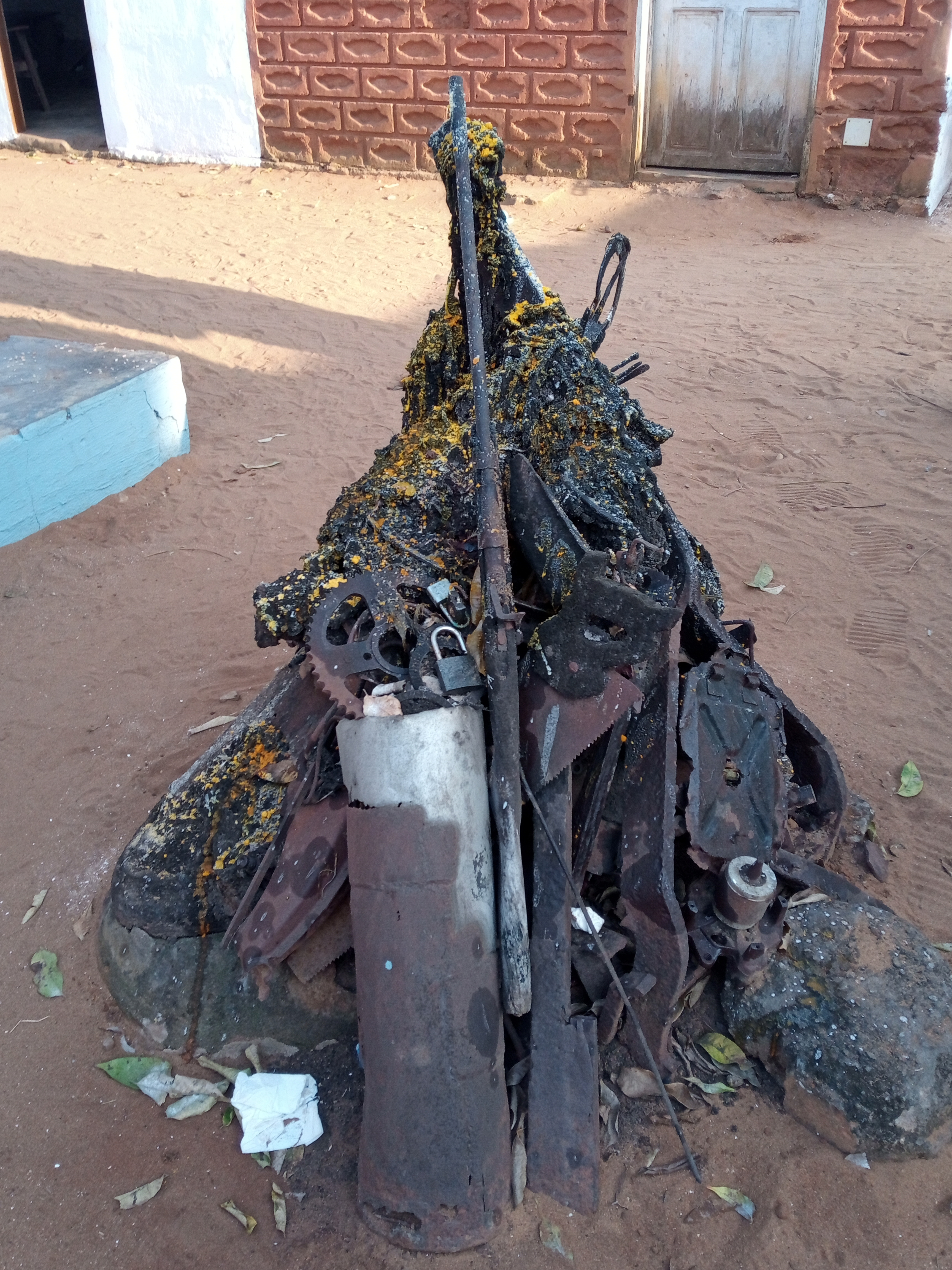
Vodoun Goun 01

Encore appelés Xogbonuto ou Ayinonvi, les Goun sont une tribu constituée d'une majorité de Gouns de souche, dont la langue maternelle est le Goungbe ou Gun, ainsi que d'une minorité d'esclaves affranchis, revenus de leur périple américain, et d'esclaves locaux, assimilés au bas peuple après la fin de la traite négrière dans laquelle le royaume Gun de Xogbonu joua un rôle important.

## Ethnonymie
Selon les sources et le contexte, on observe de multiples formes : Alada-Gbe, Alada, Djede, Egun, Goum, Gouns, Gugbe, Gun-Alada, Gun-Gbe, Gun, Guns, Gunu, Gu, Popo.

## Langues
Leur langue propre est le goun-gbe, mais l'anglais et le français sont également utilisés. Ce sont les colons français qui ont introduit leur langue dans le royaume de Porto-Novo à travers l'éducation de la famille royale, de la bourgeoisie et par la suite des simples citoyens. En revanche, la langue anglaise vient du Nigeria, autrefois dominé par la Grande-Bretagne. Ainsi, une partie de la population Gun, ayant fui les attaques répétées du Royaume d'Abomey et les conflits internes, a été beaucoup influencée par l'anglais. Les églises protestantes et leurs missionnaires sont alors devenues les enseignants principaux de cette nouvelle langue auprès des populations. L'alphabet Gun a ensuite été élaboré par les savants Gun de cette époque. Avec l'aide accrue de missionnaires, la Bible a été traduite et publiée en Gun (la première langue béninoise) vers 1900.
Les deux langues européennes sont parfois usitées pour désigner les objets ou mots qui n'existent pas en Gun, par exemple l'Internet, les télécommunications, les satellites, les produits chimiques, etc.

## Croyances
Les goun sont adeptes du culte zangbeto au Bénin,,,.

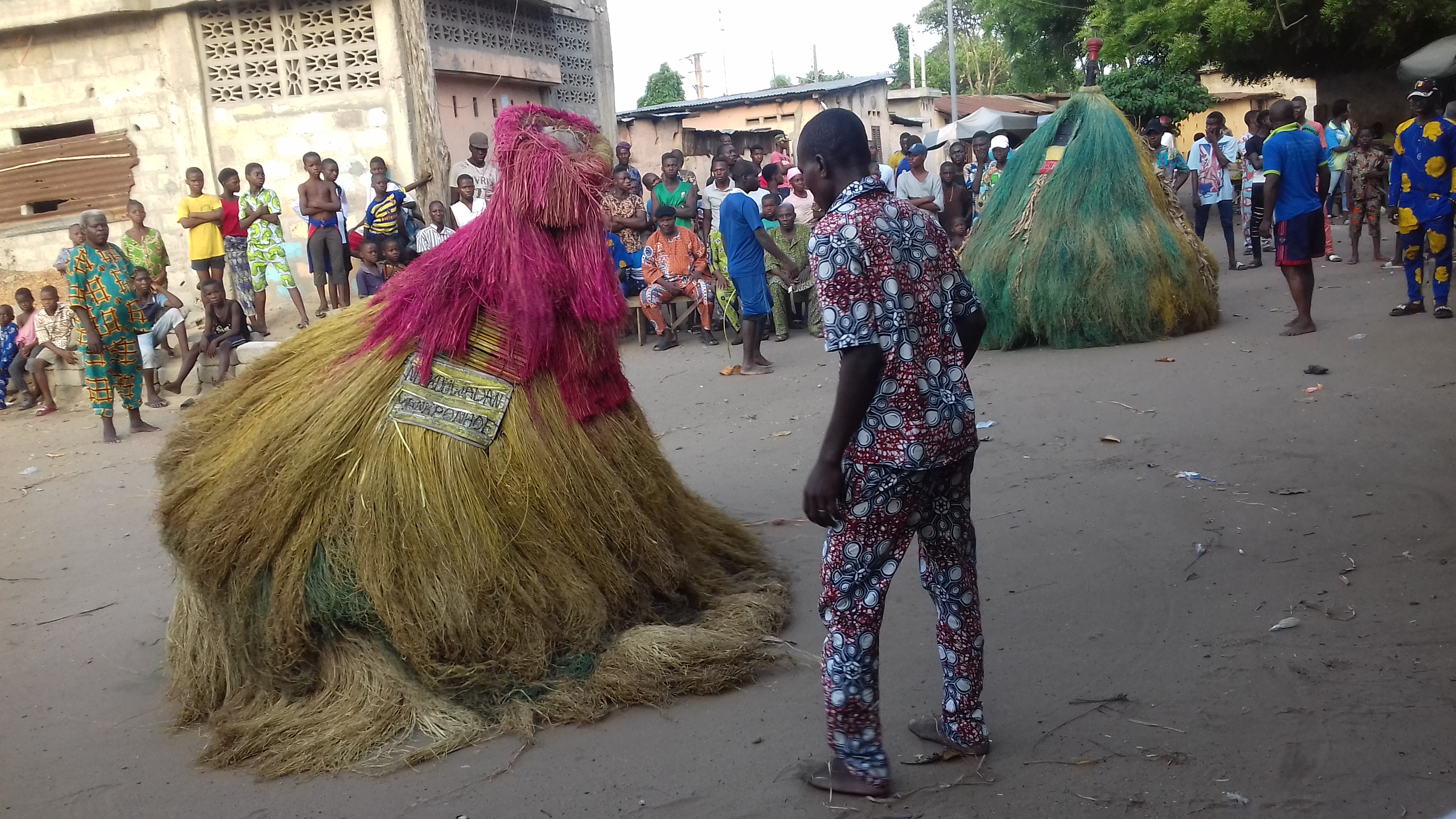
Un Zangbéto du Bénin fait des pas de danse
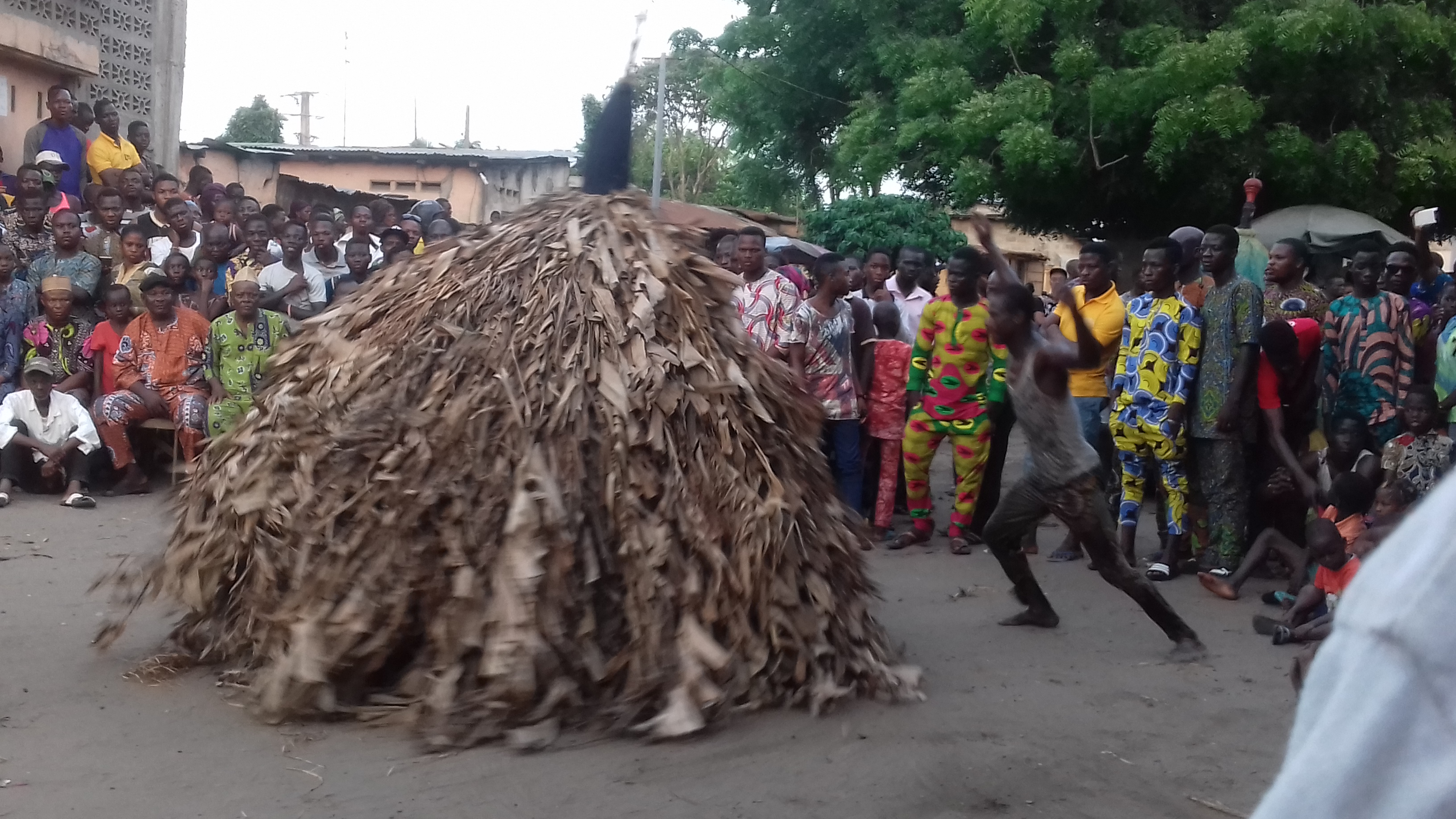
Pas de Danse d'un Zangbéto au Bénin

## Personnalités
Le journaliste, dramaturge et diplomate Paul Fabo est issu d'une famille Goun.